# دووگا گوشلینا
دووگا گوشلینا (به لهستانی:  Długa Goślina) یک روستا در لهستان است که در گمینا مورووانا گوشلینا واقع شده‌است. دووگا گوشلینا ۳۹۰ نفر جمعیت دارد.